# Plaque de la mer de Banda
Pour l’article homonyme, voir Mer de Banda.
La plaque de la mer de Banda est une microplaque tectonique de la lithosphère de la planète Terre. Sa superficie est de 0,017 15 stéradians. Elle est généralement associée à la plaque eurasienne.
Elle se situe dans l'Insulinde. Elle couvre le Sud de l'île de Célèbes et la mer de Banda dont l'île de Céram.
La plaque de la mer de Banda est en contact avec les plaques de la Sonde, de Timor, australienne et de Bird's Head.
Le déplacement de la plaque de la mer de Banda se fait à une vitesse de rotation de 2,125° par million d'années selon un pôle eulérien situé à 16° 01′ de latitude nord et 122° 44′ de longitude est (référentiel : plaque pacifique).

## Sources
- (en) Peter Bird, An updated digital model of plate boundaries, vol. 4, Geochemistry Geophysics Geosystems, 14 mars 2003 (DOI 10.1029/2001GC000252, Bibcode 2003GGG.....4.1027B, lire en ligne)